# Войтехов, Борис Ильич
Борис Ильич Войтехов (1911, Санкт-Петербург — 18 августа 1975) — советский писатель, журналист, драматург, сценарист. Участник Великой Отечественной войны. Военный корреспондент «Правды». Был репрессирован, позднее реабилитирован. Главный редактор журналов «Смена» и «РТ-программы».

## Биография
Родился в 1911 году в Санкт-Петербурге. Окончил два курса филологического факультета Московского государственного университета.
В 1939 году вышла пьеса Бориса Войтехова и Леонида Ленча «Павел Греков». Это была достаточно смелая постановка для того времени. «В пьесе выражен протест против клеветнических объявлений честных людей врагами народа. Павел Греков — мужественный человек, стойкий коммунист, исключенный из партии стараниями врагов и их вольных и невольных пособников. Молодые драматурги Войтехов и Ленч показали борьбу и победу настоящего коммуниста, которого враги хотели сломить и затоптать в грязь».
Член ВКП(б). Участник Великой Отечественной войны, фронтовой корреспондент газеты «Правда».
Константин Симонов вспоминает про осень 1942: «Вскоре после возвращения в Москву меня вызвали в редакцию и сказали, что я должен ехать на встречу с Уэдделлом Уилки, что он попросил организовать ему разговор с несколькими советскими писателями и журналистами, и я один из тех, кому поручено участвовать в этом».
Во встрече с представителем президента Ф. Д. Рузвельта кроме Симонова участвовали: И. Г. Эренбург (1891—1967), генерал-лейтенант А. А. Игнатьев (1877—1954), автор известной книги «Пятьдесят лет в строю» и журналист Б. И. Войтехов.
«Уэнделл Уилки был в то время лидером Республиканской партии и соперником Рузвельта на выборах. Он именовался кандидатом в президенты, поездка его в Россию именовалась миссией, носила официальный характер, и ей придавалось немалое значение. Алексей Алексеевич Игнатьев представлял в нашей четверке исторические традиции России и воспоминания о союзнических отношениях времен Первой мировой войны; Эренбург ещё с весны этого года во всех статьях, которые он печатал и в Америке, и в Англии, неукоснительно нажимал на необходимость открытия второго фронта, а мы с Войтеховым были журналистами, способными засвидетельствовать тяжесть происходившего на фронте. Войтехов был в осажденном Севастополе, и его корреспонденции уже издали книгой на английском языке, а я приехал из Сталинграда».
Был арестован 31 декабря 1951. Осуждён ОСО при МГБ СССР 14 июня 1952 по статье 58-10 ч.1 УК РСФСР на 10 лет ИТЛ, срок отбывал в Минлаге, освобожден по болезни 19 декабря 1955 года. Задержан в апреле 1956 года и направлен для дальнейшего отбытия срока в Дубравлаг. 6 апреля 1956 года мера наказания снижена до фактически отбытого срока.
Был реабилитирован Судебной коллегией Верховного суда СССР 26 октября 1957 года.
Редактор журнала «Смена».
С мая по декабрь 1966 года главный редактор журнала «РТ-программы». Создал визуально и эстетически революционное для СССР издание. Имел проблемы по линии цензуры. Журнал, например, напечатал ранее не изданное стихотворение А. Ахматовой «Перевод с армянского», не прошедшее в «Новом мире» у Твардовского. Поводом для скорого снятия Б. Войтехова с поста главного редактора послужило содержание и оформление № 28 за 1966 год, посвященного Дню Конституции. 20 ноября 1966 года в «Правде» появилась статья, в которой говорилось, что в «РТ» «допускаются серьёзные изъяны в идейном содержании и оформлении журнала». Первую претензию, по словам Н. Н. Рахманова (на тот момент сотрудника РТ), вызвала обложка номера. На красном фоне были сняты серп и обычный строительный молоток. К тому же он размером уступал серпу и выглядит слишком изящно.
Умер 18 августа 1975 года.

## Семья
- Первый брак Людмила Целиковская.
- Второй брак Мария Пастухова

## Постановки на театральной сцене
- Пьеса «Павел Греков» (1939, в соавторстве с Л. С. Ленчем).
- Ливень (1961) Театр имени Вахтангова

## Фильмография
- 1944 — Малахов курган[6] (сценарий, совместно с А. Зархи и И. Хейфицем)

## Награды
Орден Отечественной войны I степени (21.12.1944), медаль «За оборону Севастополя» (4.11.1944).